# Nudechinus multicolor
Nudechinus multicolor is een zee-egel uit de familie Toxopneustidae.
De wetenschappelijke naam van de soort werd in 1898 gepubliceerd door S. Yoshiwara.